# غريغ تريبيت
غريغ تريبيت (بالإنجليزية: Greg Tribbett)‏ هو عازف قيثارة أمريكي، ولد في 7 نوفمبر 1968 في بيوريا في الولايات المتحدة.